# Araǰin Xowmb 1996-1997
L'Araǰin Xowmb 1996-1997 è stata la 6ª edizione della seconda serie del campionato armeno di calcio.

## Stagione

### Novità
Al termine della passata stagione, sono state promosse in Bardsragujn chumb Arabkir Erevan e BKMA Erevan. Sono invece retrocesse dalla Bardsragujn chumb Aragats Gyumri e Aznavour Noyemberyan.
Due nuove squadre si sono iscritte al campionato: Kayen Ijevan e Sapfir.
Prima dell'inizio del campionato Aragats Gyumri, Astgh, Eghvard si sono ritirate dalla competizione.
Le seguenti squadre, inoltre, hanno cambiato denominazione:
- Il Kapan-81, rinominato in Lernagorts
- Il Kasakh, rinominato in Aragats Ashtarak

### Formula
Le dodici squadre partecipanti Si affrontano due volte, per un totale di ventidue giornate. La squadra vincitrice, viene promossa in Bardsragujn chumb 1996-1997. La seconda classificata uno spareggio promozione-retrocessione contro la penultima classificata della Bardsragujn chumb 1995-1996.

## Classifica
|  | Pos. | Squadra              | Pt | G  | V  | N | P  | GF | GS | DR  |
|  | ---- | -------------------- | -- | -- | -- | - | -- | -- | -- | --- |
|  | 1.   | Dvin Artashat        | 50 | 22 | 15 | 5 | 2  | 54 | 18 | +36 |
|  | 2.   | Lori                 | 50 | 22 | 13 | 5 | 4  | 42 | 13 | +29 |
|  | 3.   | Aznavour Noyemberyan | 42 | 22 | 12 | 6 | 4  | 35 | 24 | +11 |
|  | 4.   | Nairi Erevan         | 34 | 22 | 9  | 7 | 6  | 48 | 32 | +16 |
|  | 5.   | Kumayri              | 29 | 22 | 8  | 5 | 9  | 47 | 42 | +5  |
|  | 6.   | Armavir              | 29 | 22 | 7  | 8 | 7  | 41 | 39 | +2  |
|  | 7.   | Sapfir               | 28 | 22 | 9  | 1 | 12 | 36 | 46 | -10 |
|  | 8.   | Dinamo Erevan        | 25 | 22 | 7  | 4 | 11 | 23 | 41 | -18 |
|  | 9.   | Lernagorts Kapan     | 25 | 22 | 6  | 7 | 9  | 38 | 32 | +6  |
|  | 10.  | Arai                 | 25 | 22 | 6  | 7 | 9  | 24 | 28 | -4  |
|  | 11.  | Aragats Ashtarak     | 21 | 22 | 5  | 6 | 11 | 29 | 44 | -15 |
|  | 12.  | Kayen Ijevan         | 6  | 22 | 1  | 3 | 18 | 19 | 75 | -56 |

Legenda:
      Promossa in Bardsragujn chumb 1997
 Ammessa allo spareggio promozione-retrocessione
Note:
Tre punti a vittoria, uno a pareggio, zero a sconfitta.

## Spareggio primo posto
Dvin Artashat e Lori, appaiate in classifica, hanno disputato uno spareggio per decretare la squadra vincitrice del campionato. La squadra perdente, ha disputato lo spareggio promozione-retrocessione.
|               | Risultati |      | Luogo e data             |
| ------------- | --------- | ---- | ------------------------ |
| Dvin Artashat | 3 - 0     | Lori | Ashtarak, 14 giugno 1997 |

## Spareggio promozione/retrocessione
|           | Risultati |      | Luogo e data            |
| --------- | --------- | ---- | ----------------------- |
| Zangezour | 0 - 1     | Lori | Abovyan, 18 giugno 1997 |